# Авангард (стадіон, Докучаєвськ)
Стадіон «Авангард» — стадіон у місті Докучаєвськ Донецької області. Вміщує 3000 глядачів. Стадіон був домашньою ареною аматорського клубу «Доломіт» (Докучаєвськ).

## Історія
Стадіон «Авангард» у Докучаєвську побудований 1955 року та належав місцевому флюсо-доломітному комбінату. У 1986 році реконструйований. 17 березня 1998 року на цьому стадіоні донецький «Металург» зіграв домашній поєдинок проти донецького «Шахтаря». Матч 16-о туру Вищої ліги відвідали 4 тисячі вболівальників.